# Kokeshi

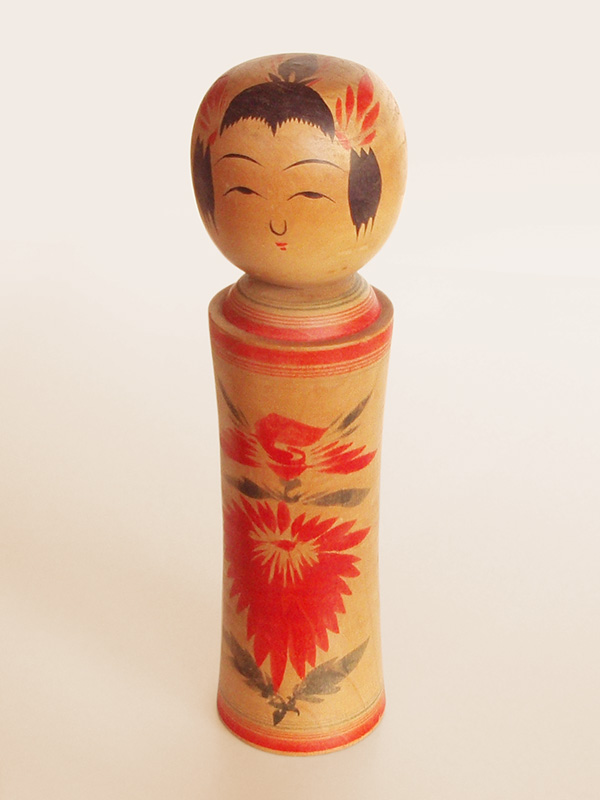
Kokeshi

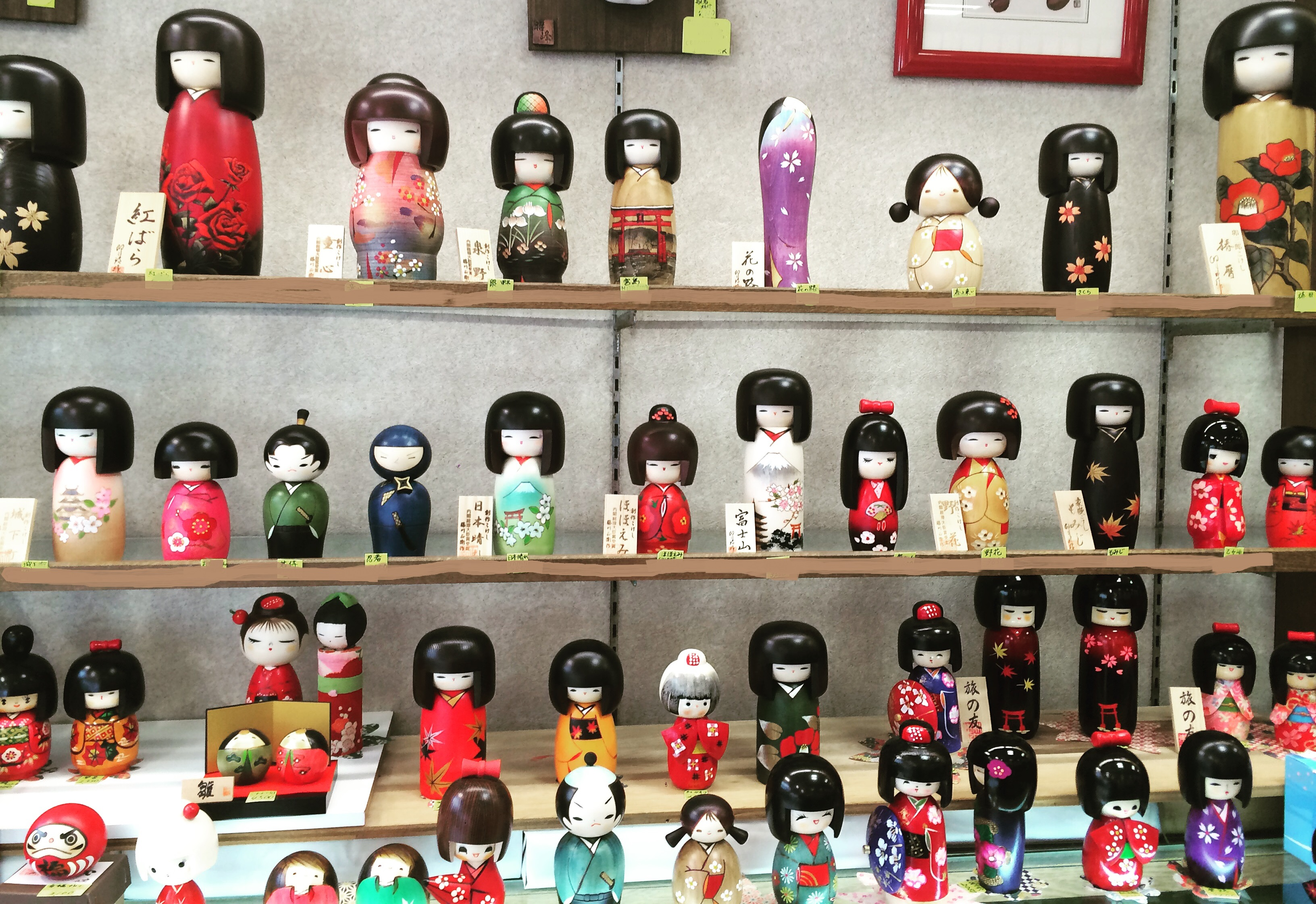

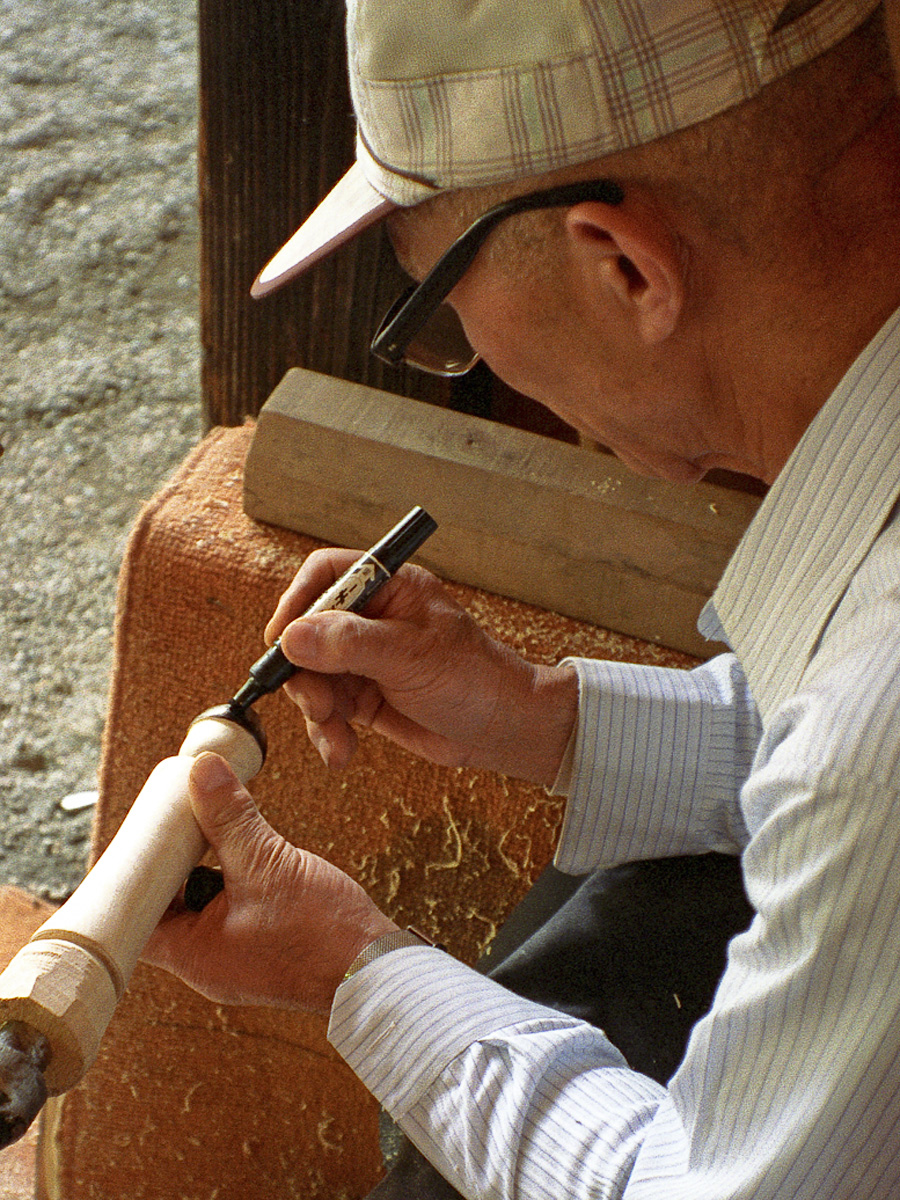
Chế tác kokeshi

Kokeshi (こけし kokeshi) là một loại búp bê truyền thống Nhật Bản, bắt nguồn từ miền Bắc nước Nhật. Đây là loại búp bê thủ công thường dùng làm đồ chơi trẻ em, chế tác từ nhiều chất liệu gỗ khác nhau, có phần thân mang hình dạng một khúc cây đơn giản và phần đầu cách điệu lớn, có vẽ một vài vạch sơn mỏng để mô phỏng hình dáng bộ mặt. Phần thân được tô sơn hoạ tiết bông hoa màu đỏ, đen và thỉnh thoảng có màu vàng, sau đó được phủ lên toàn bộ bằng một lớp sáp bóng. Một đặc trưng của búp bê kokeshi là chúng không có tay chân. Phần dưới được đánh dấu bằng chữ ký của các nghệ nhân. Đây là một loai hình nghệ thuật cổ của Nhật Bản.Đôi khi búp bê Kokeshi được nói là gần giống với búp bê Matryoshka của Nga.Nó còn được dùng để làm một bộ phim kinh dị của Nhật Bản. 